# Pachna
Pachna (gr. Πάχνα) – wieś w Republice Cypryjskiej, w dystrykcie Limassol. W 2011 roku liczyła 865 mieszkańców.